# Jesuskirche (Haar)
Die evangelisch-lutherische Jesuskirche steht in Haar, einer Stadt im oberbayerischen Landkreis München. Die Pfarrkirche gehört zur Kirchengemeinde Haar innerhalb des Evangelisch-Lutherischen Dekanats München. Sie wurde 1962 nach Plänen des Architekten Johannes Götze erbaut.

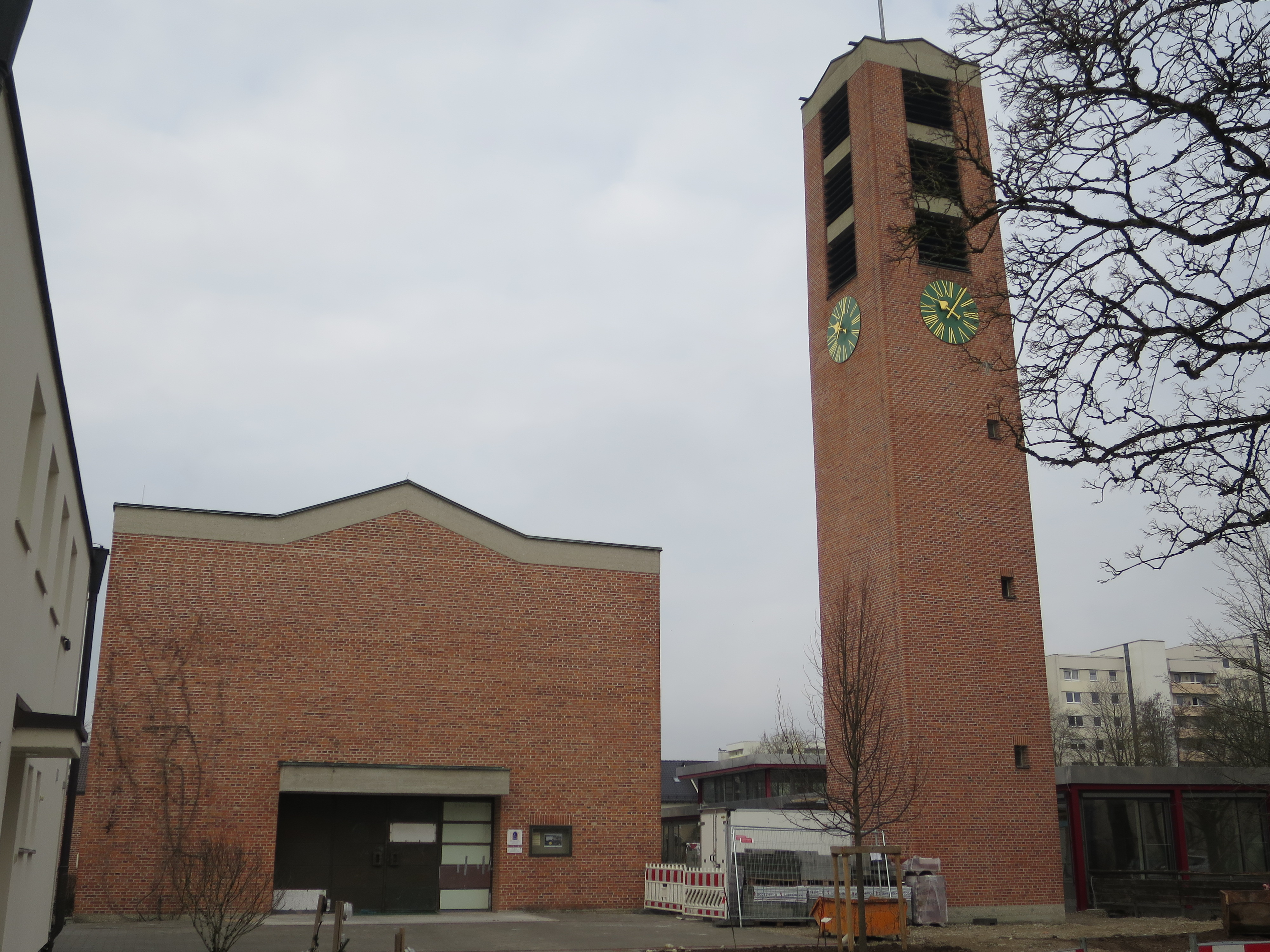
Jesuskirche in Haar

## Geschichte
Die Geschichte evangelischen Gemeindelebens in Haar beginnt 1905 mit dem Bau einer kleinen Kapelle auf dem Gelände des Bezirkskrankenhauses, die jedoch nur der dortigen Krankenhausgemeinde zur Verfügung stand. Die übrigen evangelischen Christen in Haar wurden über Jahrzehnte hinweg von benachbarten Gemeinden seelsorgerlich betreut, zuletzt von der Friedenskirche in Trudering. Trotz der damals geringen Zahl von nur rund 275 Gemeindemitgliedern wurde am 27. März 1935 ein Kirchbauverein gegründet, um den Bau einer eigenen Kirche in Haar voranzutreiben.

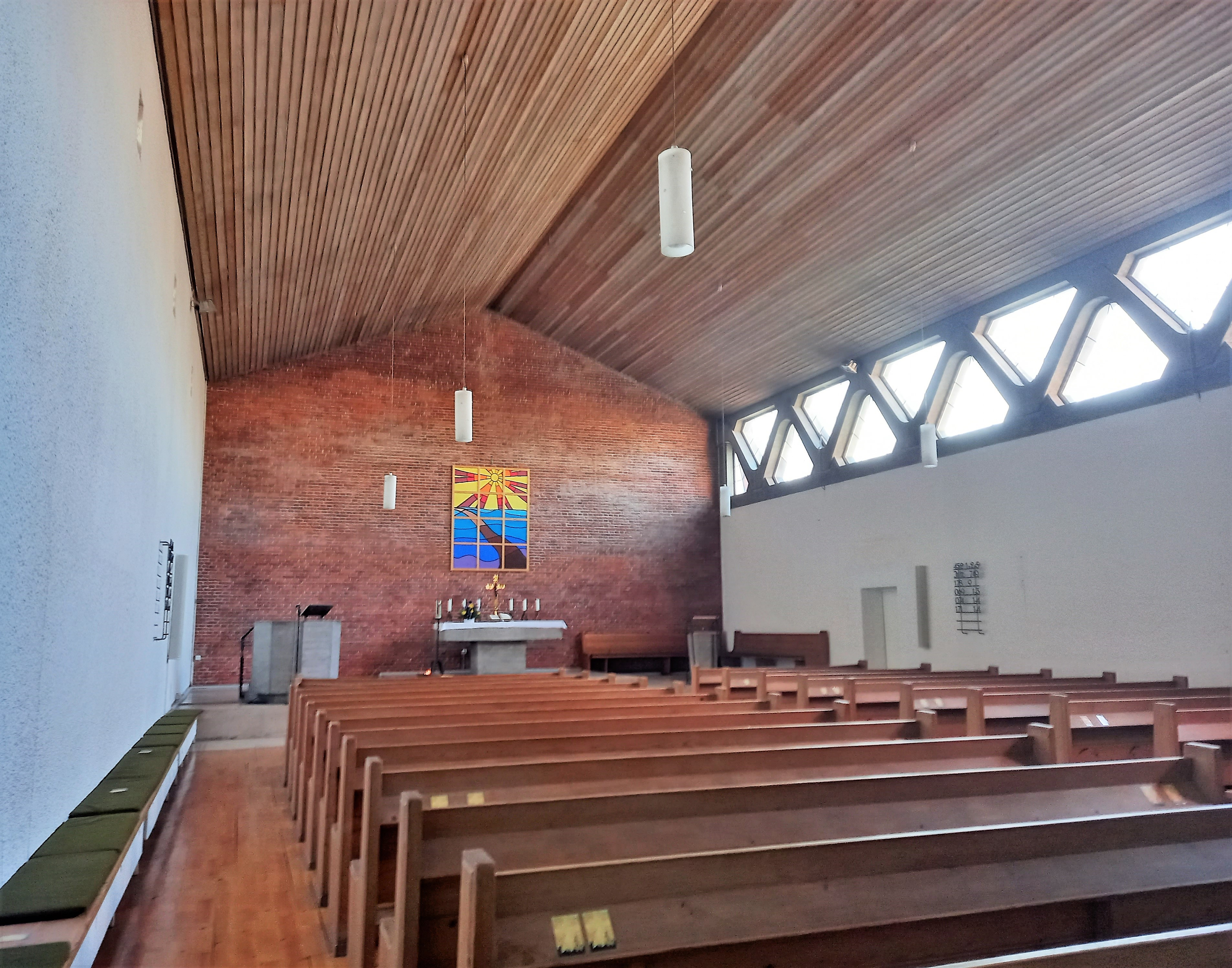
Innenraum

Der Zweite Weltkrieg brachte die Planungen zum Erliegen. Erst nach Kriegsende wurde das Projekt in der inzwischen auf über 1.000 Mitglieder angewachsenen Gemeinde wieder aufgenommen. Mangels eigenen Gotteshauses fanden die Gottesdienste provisorisch im Sommer in der katholischen Nikolauskirche und im Winter in der Turnhalle der Alten Schule statt. Bis 1960 wuchs die Gemeinde vor allem durch Heimatvertriebene und durch das Pflegepersonal des Krankenhauses auf nunmehr etwa 1.500 Personen an, was einen Kirchenbau dringend notwendig machte. Am 7. Mai 1961 konnte schließlich die feierliche Grundsteinlegung der Jesuskirche durch Dekan Theodor Heckel erfolgen. Bereits am 15. Juli 1962 wurde sie eingeweiht. 1973 erfolgte der Anbau eines Gemeindezentrums mit Kindergarten.

## Beschreibung

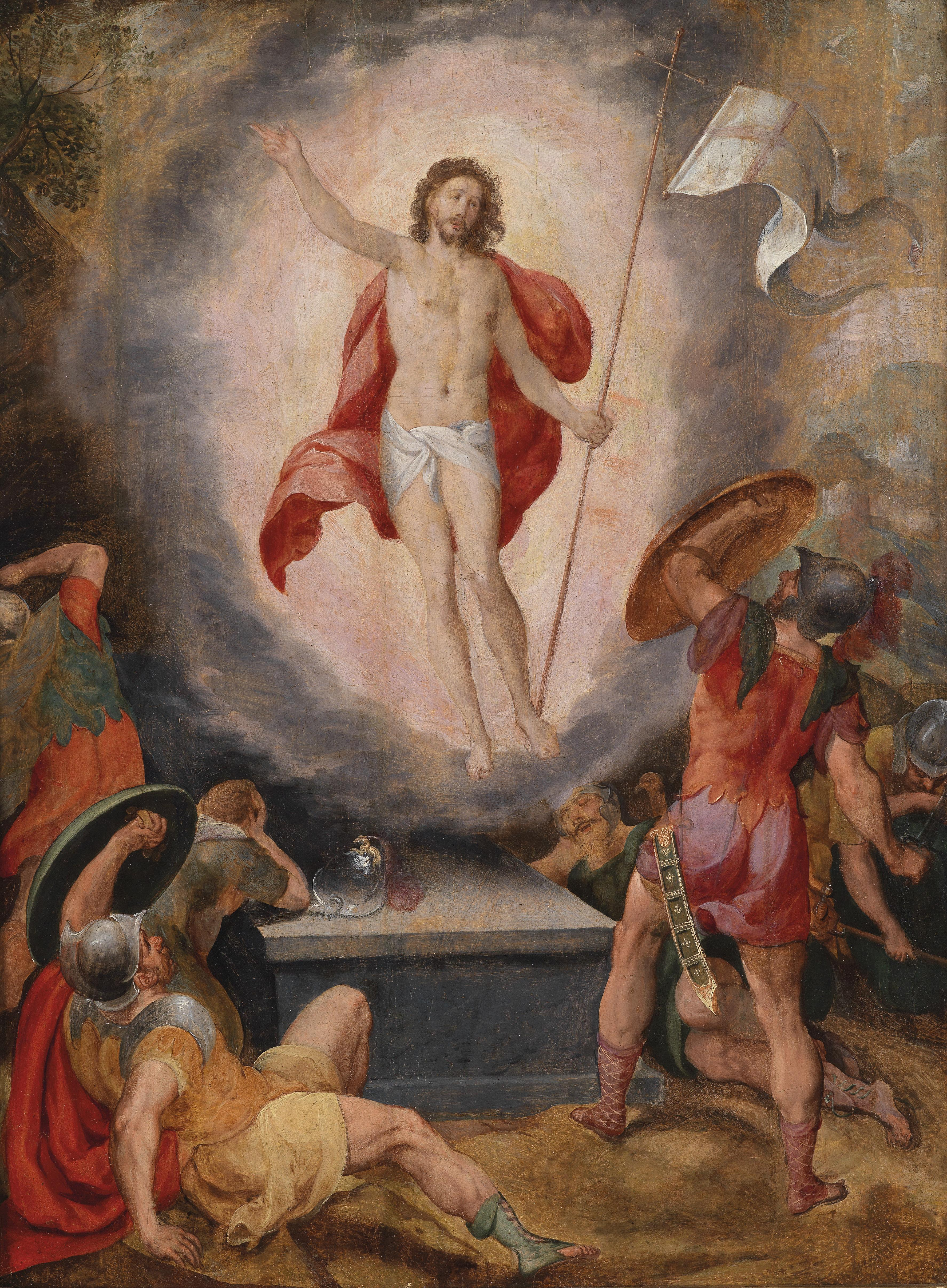
Die Auferstehung Christi von Christoph Schwartz (ca. 1590)

Die Jesuskirche wurde in moderner Beton-Ziegel-Bauweise errichtet. Das hallenförmige Kirchenschiff wird durch hochliegende Fensterbänder erhellt. Die Stirnfront und der etwas vom Schiff weggerückte Glockenturm in Hartbrandziegeln wurden nur verfugt und nicht verputzt, so dass die Struktur der Ziegel als Schmuck wirkt. Das dominierende Werk der ansonsten schlichten Innenausstattung ist das um 1590 entstandene Gemälde Die Auferstehung Christi von Christoph Schwartz, eine Dauerleihgabe der Bayerischen Staatsgemäldesammlungen.